# Polyscias ledermannii
Polyscias ledermannii är en araliaväxtart som beskrevs av Hermann Harms. Polyscias ledermannii ingår i släktet Polyscias och familjen Araliaceae. Inga underarter finns listade.